# Терхи
Терхи, Терх (чечен. Терхие) — покинутый аул в Галанчожском районе Чеченской Республики.

## География
Аул расположен на южной части Галанчожского района, к северо-востоку от районного центра Галанчож.
Ближайшие населённые пункты развалины бывших аулов: на северо-западе Дженчу, Ляли, на юго-западе Нижний Ялхарой, Виелах, на востоке Муше-Чу, на юго-востоке Моцарой.

## История
Аул Терхи ликвидирован в 1944 году во время депортации чеченцев. После восстановления Чечено-Ингушской АССР чеченцам было запрещено возвращаться в свои исконные районы: Галанчожский, Шатойский и Итум-Калинский.
В 1975 году разведочным отрядом экспедиции ЧИНИИИЯЛ в Терхи были зафиксированы рисунки на скалах, изображающие сцены охоты на оленя, косулю и отдельно — человека с распростёртыми руками и расставленными ногами. Также открыто святилище.